# Inside the Yellow Cocoon Shell
Inside the Yellow Cocoon Shell (en vietnamita: Bên trong vỏ kén vàng) es una película dramática vietnamita de 2023 escrita y dirigida por Pham Thien An, en su debut como director. Es una coproducción entre Vietnam, Singapur, Francia y España.
Tuvo su estreno mundial en la sección Quincena de Realizadores en el Festival de Cannes 2023 donde ganó la Caméra d'or, que se otorga a la mejor ópera prima en todo el festival. La película recibió 3 nominaciones en los Premios de la Sociedad Internacional de Cinéfilos 2024 entre los que figura mejor película.

## Sinopsis
Thien debe transportar a su pueblo el cuerpo de su cuñada, fallecida en un accidente de moto en Saigón, y el de su hijo Dao, de cinco años, que sobrevivió al accidente. En el Vietnam rural le esperan también los espectros de su propia juventud, de su hermano, que se ha marchado para rehacer su vida en otro lugar, y de la guerra.
Durante el viaje para encontrar a su hermano y al padre de Dao, Thien se enfrentó al pasado y reflexionó sobre la vida, la fe y la razón, y la película también llevó a la pantalla muchas escenas hermosas, tanto de la gente de Saigón como de Vietnam.
En respuesta a la radio vietnamita RFI, el director Pham Thien An afirma que "Capullo de capullo" es una tapadera para la gente de la sociedad que corre tras la fama y el dinero, y gira en torno a la pregunta "¿Para qué vivir?

## Reparto
- Le Phong Vu como Thien
- Nguyen Thinh como Dao
- Nguyen Thi Truc Quynh como Thao
- Vu Ngoc Manh como Trung

## Producción
La película fue producida por Van Thi Tran para JK Film (Vietnam) y Jeremy Chua para Potocol (Singapur), en coproducción con Deuxième Ligne Films (Francia), Zorba Production (Vietnam) y Fasten Films (España). 

## Premios y nominaciones
| Premio/Festival de Cine                           | Fecha del evento      | Categoría        | Nominado                       | Resultado | Ref.  |
| ------------------------------------------------- | --------------------- | ---------------- | ------------------------------ | --------- | ----- |
| Premios de la Sociedad Internacional de Cinéfilos | 10 de febrero de 2024 | Mejor película   | Inside the Yellow Cocoon Shell | Pendiente | [ 3 ] |
| Premios de la Sociedad Internacional de Cinéfilos | 10 de febrero de 2024 | Mejor fotografía | Dinh Duy Hung                  | Pendiente | [ 3 ] |
| Premios de la Sociedad Internacional de Cinéfilos | 10 de febrero de 2024 | Mejor debut      | Inside the Yellow Cocoon Shell | Pendiente | [ 3 ] |